# Дом-музей Байтурсынова
Дом-музей Ахмета Байтурсынова — мемориальный музей Ахмета Байтурсынова в городе Алма-Ате (Казахстан). Музей расположен в доме, где он проживал в 1933—1937-е годы.

## Музей
В 1934—1937 годах в доме Зубова проживал Ахмет Байтурсынов с семьёй. После реабилитации деятеля Алаш Орды в 1988 году дом был признан памятником истории и архитектуры, а в 1993 году был открыт мемориальный дом-музей.
Экспозиция музея занимает три комнаты — бывшую столовую, детскую и кабинет главы семьи. В двух самых больших и светлых залах представлены оригиналы и ксерокопии документов и фотографий, рассказывающих о семье Байтурсынова, его друзьях и единомышленниках. Экспонатов в третьей комнате, маленькой и темной, совсем немного, они повествуют о его аресте и расстреле.

## Здание музея

Бюст Ахмета Байтурсынулы у дома-музея

Бывший одноэтажный дом Зубова был построен в начале XX века на улице Таранчиевской.
Главный фасад одноэтажного здания, прямоугольного в плане объёма, ориентирован на запад. Вход в здание устроен с южной стороны и выделен крыльцом с навесом. Здание является срубом из брёвен тянь-шаньской ели, с подклетью на каменном фундаменте. Стены оштукатурены и побелены. Плоскости стен решены горизонтальным ритмом оконных проемов. По всему периметру здания проходит подшитый досками карниз.
Планировочная система сооружения – анфиладная. Здание является образцом купеческой застройки западной части города Верного.

### Статус памятника
12 сентября 1998 года состоялось торжественное открытие дома-музея после реконструкции.
10 ноября 2010 года был утверждён новый Государственный список памятников истории и культуры местного значения города Алматы, одновременно с которым все предыдущие решения по этому поводу были признаны утратившими силу. В этом Постановлении был сохранён статус памятника местного значения зданию музея Байтурсынова. Границы охранных зон были утверждены в 2014 году.

### Экспозиция
В музее представлены рукописи «Сорок басен», «Комар», «Учебное пособие» (3-я книга), «Языкознание» (3-я книга), «Баяншы», «Ер Сайын», «Букварь», «Новый букварь», «Грамота», «23 жоктау», «Литературоведение», «Пособие по языку» (2-я книга). Уникальные архивные фотоматериалы.